# Coregonus atterensis
Coregonus atterensis és una espècie de peix de la família dels salmònids i de l'ordre dels salmoniformes.

## Morfologia
Els mascles poden assolir els 40 cm de llargària total.

## Reproducció
Fresa a les aigües obertes.

## Alimentació
Menja zooplàncton i invertebrats bentònics.

## Hàbitat
Viu entre 10-30 m de fondària.

## Distribució geogràfica
Es troba a Europa: llacs Attersee i Mondsee (Àustria).